# Argyroeides sanguinea
Argyroeides sanguinea är en fjärilsart som beskrevs av William Schaus 1896. Argyroeides sanguinea ingår i släktet Argyroeides och familjen björnspinnare. Inga underarter finns listade i Catalogue of Life.